# Big Lake, Minnesota
Big Lake är en stad i Sherburne County i Minnesota. Vid 2010 års folkräkning hade Big Lake 10 060 invånare.